# Câmpia Covurlui
Pentru alte sensuri ale cuvântului, a se vedea Covurlui (dezambiguizare)

Câmpia Covurluiului se întinde la sud de culmile deluroase ale podișului Covurlului și se desfãșoarã pânã la lunca Prutului. Este o zonã de terase cu zone netede de tipul podisurilor largi, acoperite cu straturi de loess, nisipuri și luturi argiloase. Ea reprezintă sectorul moldovenesc al Câmpiei Române. 